# Eupithecia chlorofasciata
Eupithecia chlorofasciata es una especie de polilla de la familia Geometridae. La especie fue descrita por primera vez por Karl Dietze habiendo sido descrita en 1872, con distribución en Kentucky, Estados Unidos. Un sintipo fue descrito en el estado de Georgia. Es una especie poco estudiada con poca referencia sobre sus características morfológicas.